# Shinsei (satellite)
Shinsei (en japonais : しんせい) est un satellite scientifique japonais, développé par l'ISAS et lancé le 28 septembre 1971 depuis la base de lancement d'Uchinoura par le lanceur M-4S # 3. Le satellite est placé sur une orbite terrestre elliptique (870 × 1 870 km) avec une inclinaison de 32° qu'il parcourt en 113 minutes. Le satellite a pour objectif d'étudier l'ionosphère, le rayonnement cosmique et les émissions radio du Soleil sur la bande L. Les instruments scientifiques fournissent les résultats attendus jusqu'à la défaillance de l'enregistreur en février 1972. À partir de cette date, la quantité de données recueillies décroît fortement. Fin 1973, les équipements ne sont plus opérationnels. Les instruments détectent un niveau d'ionisation anormal au-dessus de l'Amérique du Sud et mis en évidence le processus de génération par le Soleil des ondes courtes radio,.

## Caractéristiques techniques
Le satellite d'une masse de 66 kg a la forme d'un polyèdre à 26 faces d'un diamètre de 75 recouvert de cellules photovoltaïques et comportant plusieurs antennes pour les instruments scientifiques et les télécommunications avec le sol.  
Le satellite embarque 3 instruments scientifiques :
- Un ensemble de détecteur d'électrons énergétiques entre 100  et   400 keV comprenant deux compteurs Geiger-Müller et deux compteurs à scintillateurs en plastique[3].
- Une sonde à plasma comprenant un capteur de température d'électron plan, une sonde sphérique à résonance et deux sondes de Langmuir[4].
- Deux récepteurs d'émission radio conçus pour capter les émissions radio en 5 et 8 MHz durant les éruptions solaires. L'instrument mesure l'intensité du signal radio, le délai entre deux éruptions et d'autres caractéristiques[5].